# Flaga Nigerii
Flaga państwowa Nigerii została zaprojektowana w 1959 przez studenta pochodzącego z Ibadanu, Michaela Taiwo Akinkunmiego. Po raz pierwszy użyto jej w dniu uzyskania niepodległości – 1 października 1960.
Flaga to prostokąt o proporcjach 1:2 podzielony na trzy równe pionowe pasy – zielony, biały i zielony.

## Flagi państwowe

Flaga państwowa
Sztandar prezydencki

## Flagi wojskowe

Sztandar prezydencki jako zwierzchnika sił zbrojnych
Flaga Nigeryjskich Sił Zbrojnych
Flaga sił powietrznych Nigerii

## Historyczne wersje flagi

### Bandera marynarki

Bandera marynarki wojennej Nigerii w latach 1960–1998

### Sztandar prezydencki

Sztandar prezydenta Nigerii z 1963 roku

### Flagi państwowe

Flaga Brytyjskiej Afryki Zachodniej w latach 1870–1888
Flaga Kolonii Lagos(inne języki) w latach 1888–1906
Flaga Protektoratu Delty Nigru(inne języki) w latach 1884–1893
Flaga Protektoratu Wybrzeża Nigru w latach 1893–1899
Flaga Protektoratu Północnej Nigerii(inne języki) w latach 1900–1914
Flaga Protektoratu Południowej Nigerii(inne języki) w latach 1900–1914
Flaga Protektoratu Nigerii w latach 1914–1952
Flaga Protektoratu Nigerii w latach 1952–1960
Oryginalna propozycja flagi Nigerii